# Назім Сулейманов
Назім Гаджибаба огли Сулейманов (азерб. Nazim Hacıbaba oğlu Süleymanov; нар. 17 лютого 1965, Сумгаїт, Азербайджанська РСР) — радянський і азербайджанський футболіст, нападник і футбольний тренер. Виступав за збірну Азербайджану, був капітаном команди. Чемпіон Росії 1995 року. Майстер спорту СРСР, «Почесний громадянин Осетії», володар медалі «Під Славу Осетії».
Сулейманов провів 147 матчів у вищій лізі СРСР (29 голів) і 150 матчів у вищій лізі Росії (50 голів), двічі входив до числа 33-ох найкращих футболістів чемпіонату Росії (1992, 1993). Рекордсмен ФК «Аланії» за кількістю забитих м'ячів за клуб у вищих лігах чемпіонатів СРСР (13) і Росії (47).

## Клубна кар'єра
Відомий за виступами в клубах «Нефтчі» (Баку) й «Аланія» (Владикавказ). У складі «Аланії» в 1995 році став чемпіоном Росії. У 1996 році в «золотому» матчі проти московського «Спартака» зробив вирішальний промах по воротах, не потрапивши по м'ячу з лінії воротарського. Тодішній головний тренер «Аланії» В.Г. Газзаєв так і не пробачив гравця за це, внаслідок чого Сулейманову довелося залишити команду. Завершив кар'єру гроавця в сочинській «Жемчужині», після чого зайнявся тренерською діяльністю.

## Кар'єра в збірній
У футболці національної збірної Азербайджану дебютував під керівництвом Алекпера Мамедова 17 вересня 1992 року в програному (3:6) поєдинку проти Грузії, в якому відзначився 2-ма голами. Востаннє в складі національної команди виходив на поле 14 жовтня 1998 року в програному (1:2) проти Ліхтенштейну. З 1992 по 1998 рік зіграв 24 матчі за збірну Азербайджану, в яких відзначився 5-ма голами.

### Голи за збірну
| #  | Дата            | Місце              | Суперник   | Рахунок | Результат | Змагання                            |
| -- | --------------- | ------------------ | ---------- | ------- | --------- | ----------------------------------- |
| 1. | 17 вересня 1992 | Ґурджаані, Грузія  | Грузія     | 1-1     | 6-3       | Товариський матч                    |
| 2. | 17 вересня 1992 | Ґурджаані, Грузія  | Грузія     | 6-3     | 6-3       | Товариський матч                    |
| 3. | 29 березня 1995 | Кошиці, Словаччина | Словаччина | 4-1     | 4–1       | кваліфікація чемпіонату Європи 1996 |
| 4. | 26 квітня 1995  | Трабзон, Туреччина | Румунія    | 1-1     | 1–4       | кваліфікація чемпіонату Європи 1996 |
| 5. | 5 квітня 1997   | Баку, Азербайджан  | Фінляндія  | 1-2     | 1–2       | кваліфікація чемпіонату світу 1998  |

## Кар'єра тренера
У 2000-2001 роках тренував дубль «Жемчужини» (у 2001 році брала участь в першій лізі першості Краснодарського краю). У 2002 році працював головним тренером «Жемчужини» у Другому дивізіоні Росії. На початку сезону 2004/05 років очолив «Хазар-Ланкарана». Однак команда виступала нестабільно й після декількох провалів у жовтні 2004 року був звільнений. У травні 2007 року призначений на посаду тренера-селекціонера національної команди Азербайджану. З 2009 року по 2011 рік — головний тренер «Олімпіка-Шювалана». У 2012 році призначений тренером збірної Азербайджану і головним тренером збірної військовослужбовців Азербайджану.
25 жовтня 2013 року призначений головним тренером ПФК «Нефтчі».
13 квітня 2015 року Назім Сулейманов призначений на пост головного тренера юнацької збірної Азербайджану (U-19).
15 квітня 2015 року представлена громадськості книга, написана до ювілею — 50-річчя Назіма Сулейманова, названа «Незавершений матч». Книга вийшла загальним накладом 6000 примірників на азербайджанською та російською мовами.

## Досягнення

### Командні як гравця
«Нефтчі» (Баку)
- Кубок Федерації футболу СРСР
  -  Фіналіст (1): 1988

«Аланія» (Владикавказ)
- Прем'єр-ліга Росії
  -  Чемпіон (1): 1995
  -  Срібний призер (2): 1992, 1996

- Кубок Президента Північної Осетії — Аланія
  -  Володар (2): 1994, 1995

- Кубок Співдружності
  -  Фіналіст (1): 1996

### Особисті
- У списку 33 найкращих футболістів чемпіонату Росії (2): № 3 — 1992, 1993
- Найкращий другий нападник чемпіонату Росії за оцінками «Спорт-Експрес»: 1996 (сер. оцінка — 6,42)
- Входить у топ-10 найкращих легіонерів-бомбардирів РФПЛ[2].
- Рекордсмен «Аланії» за кількістю забитих м'ячів за клуб у вищій лізі чемпіонатів СРСР / Росії — 60

## Нагороди та відзнаки
- Майстер спорту СРСР[3]
- Почесний громадянин Осетії[1].
- Медаль «На славу Осетії[1]